# برایان دیمر
برایان دیمر (انگلیسی: Brian Diemer؛ زادهٔ october ۱۰, ۱۹۶۱ (۶۳ سال)) ورزشکار دو و میدانی اهل ایالات متحده آمریکا است.
وی در مسابقات کشوری و بین‌المللی در مجموع برندهٔ ۱ مدال برنز شده‌است.